# Xã Jordan, Quận Clearfield, Pennsylvania
Xã Jordan (tiếng Anh: Jordan Township) là một xã thuộc quận Clearfield, tiểu bang Pennsylvania, Hoa Kỳ. Năm 2010, dân số của xã này là 461 người.